# Julie Bowen
Julie Bowen Luetkemeyer (sinh ngày 3 tháng 3 năm 1970)  là một nữ diễn viên người Mỹ, nổi tiếng với vai Claire Dunphy trong loạt phim truyền hình hài kịch Gia đình hiện đại (2009–2020). Cô cũng đóng vai Roxanne Please trong phim ER (1998–1999), Carol Vessey trong phim Ed (2000–04), Denise Bauer trong phim Boston Legal (2005–07) và Sarah Shephard trong phim Lost (2005–07). Vai diễn trong Gia đình hiện đại đã mang lại cho cô sáu đề cử tại Giải Primetime Emmy cho Nữ diễn viên phụ xuất sắc trong loạt phim hài (2010–2015), cô đã thắng giải 2 lần vào năm 2011 và 2012.
Julie Bowen cũng xuất hiện trong các bộ phim điện ảnh như Happy Gilmore (1996), Multipcies (1996), Venus and Mars (2001), Joe Somebody (2001), Kids in America (2005), Sex and Death 101 (2007), Crazy on the Outside (2010), Jumping the Broom (2011) và Horrible Bosses (2011).

## Thời thơ ấu
Julie Bowen sinh ra ở Baltimore, Maryland, là con thứ hai trong gia đình có ba con gái, mẹ cô là Suzanne (nhũ danh Frey) và bố cô là John Alexander Luetkemeyer Jr., một nhà kinh doanh bất động sản. Cô là em gái của chuyên gia về bệnh truyền nhiễm nổi tiếng Annie Luetkemeyer.
Lớn lên ở vùng ngoại ô Ruxton-Riderwood, Maryland, Julie Bowen đầu tiên theo học tại trường Calvert, sau đó là trường Garrison Forest, trường Roland Park Country, và trường Thánh George ở Middletown, Rhode Island. Cô theo học Đại học Brown, chuyên ngành nghiên cứu thời Phục hưng Ý. Cô đã học năm cuối ở Florence, Ý. Trong thời gian học đại học, cô đã tham gia diễn xuất trong những bộ phim Guys and Dolls, Stage Door, và Lemon Sky. Trước khi tốt nghiệp, cô đã đóng vai chính trong bộ phim độc lập Five Spot Jewel. Julie Bowen đã học diễn xuất tại Học viện Diễn viên, cùng nhiều nơi khác.

## Sự nghiệp

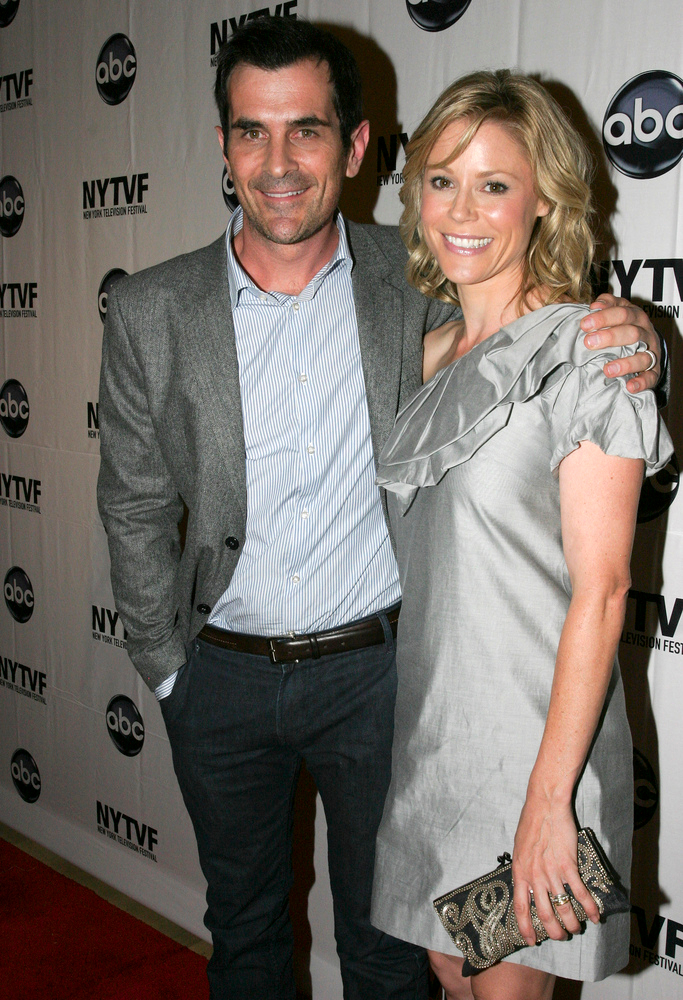
Bowen cùng với Ty Burrell, bạn diễn trong Gia đình hiện đại năm 2009.

Julie Bowen đã có một vai diễn trong bộ phim truyền hình dài tập Loving (1992) và tham gia một tập trong bộ phim truyền hình về sinh viên đại học Class of '96 (1993). Cô đã có vai chính trong bộ phim truyền hình Runaway Dau Girls (1994). Cô đóng vai bạn gái của nhân vật chính trong Happy Gilmore (1996). Cô đã xuất hiện trong các bộ phim điện ảnh như Multiplicity (1996) và An American Werewolf in Paris (1997). Cô đã xuất hiện trong vai khách mời trên các bộ phim truyền hình như Party of Five (1996) và Strange Luck (1996).
Julie Bowen đã có một vai diễn cố định, Roxanne Please, trong bộ phim truyền hình ER (1998–99). Vai diễn đáng chú ý đầu tiên của cô là Carol Vessey, một giáo viên tiếng Anh trung học, trong bộ phim truyền hình Ed (2000–04). Sau đó, cô vào vai khách mời Sarah Shephard trong năm tập phim Lost (2005–07). Cô cũng đóng vai luật sư Denise Bauer trong loạt phim Boston Legal (2005–08), và có một vai cố định trong Weeds (2008). Cô còn là người mẫu đại diện cho thương hiệu Neutrogena, gần đây nhất là quảng cáo cho dòng sản phẩm Pure Glow. Cô cũng xuất hiện trong một tập của Celebrity Jeopardy! vào ngày 31 tháng 8 năm 2010.
Từ năm 2009 đến năm 2020, Julie Bowen đóng vai chính Claire Dunphy trong loạt phim sitcom Gia đình hiện đại của đài ABC. Nhờ vai diễn này, cô đã nhận được sáu đề cử giải Primetime Emmy liên tiếp cho Nữ diễn viên phụ xuất sắc trong loạt phim hài (2010–15), và chiến thắng 2 lần vào năm 2011 và 2012. Julie Bowen đã nói rằng chiến thắng một giải Emmy giống như "những người lính Đức ở dưới chiến hào trong các cuộc chiến tranh thế giới" và rằng "khi bạn giành được giải thưởng, cảm giác như được kéo ra khỏi chiến hào." Cô còn nói, "cũng hào hứng và tuyệt vời như khi không phải ở trong chiến hào, và được công nhận cho việc bạn làm, điều đó cũng có nghĩa là mọi người đã nhìn rõ bạn và đó là một viễn cảnh rất đáng sợ đối với hầu hết mọi người." 

## Đời tư
Julie Bowen mắc chứng nhịp tim chậm: nhịp tim của cô thấp hơn người bình thường. Do vậy, cô phải đeo một máy tạo nhịp khi mới 20 tuổi.
Julie Bowen kết hôn với Scott Phillips, một nhà đầu tư bất động sản và phát triển phần mềm, vào ngày 9 tháng 9 năm 2004. Họ có ba con trai, con đầu lòng sinh vào tháng 4 năm 2007 và cặp song sinh sinh vào tháng 5 năm 2009, cô mang thai cặp song sinh khi đang quay tập thử nghiệm cho Gia đình hiện đại. Cô tự mô tả mình là "người theo đạo Tin lành."  Vào tháng 2 năm 2018, cô đã đệ đơn ly hôn với Phillips. Thủ tục được hoàn thành vào ngày 13 tháng 9 năm 2018.
Vào năm 2016, Julie Bowen xuất hiện trong "Fight Song", một video âm nhạc lấy cảm hứng từ bộ phim Pitch Perfect được trình chiếu tại Hội nghị Quốc gia của đảng Dân chủ để ủng hộ ứng cử viên Hillary Clinton.

## Danh sách phim

### Điện ảnh
| Năm  | Tựa đề                        | Vai diễn                 | Ghi chú         |
| ---- | ----------------------------- | ------------------------ | --------------- |
| 1996 | Confessions of a Sleep Addict | P.J.                     |                 |
| 1996 | Happy Gilmore                 | Virginia Venit           |                 |
| 1996 | Multiplicity                  | Robin                    |                 |
| 1997 | An American Werewolf in Paris | Amy Finch                |                 |
| 2001 | You're Killing Me             | Jamie Quinn              |                 |
| 2001 | Amy's Orgasm                  | Nikki                    |                 |
| 2001 | Venus and Mars                | Lisa                     |                 |
| 2001 | Joe Somebody                  | Meg Harper               |                 |
| 2002 | Stella Shorts 1998–2002       | Mother Nature            | Phim ngắn       |
| 2005 | Kids in America               | Hiệu trưởng Donna Weller |                 |
| 2005 | Partner(s)                    | Katherine                |                 |
| 2007 | Sex and Death 101             | Fiona Wormwood           |                 |
| 2010 | Crazy on the Outside          | Christy                  |                 |
| 2011 | Jumping the Broom             | Amy                      |                 |
| 2011 | Horrible Bosses               | Rhonda Harken            |                 |
| 2012 | Conception                    | Tiffany                  |                 |
| 2012 | Knife Fight                   | Peaches                  |                 |
| 2013 | Scooby-Doo! Mecha Mutt Menace | Bác sĩ Devon Albright    | Lồng tiếng DVD  |
| 2014 | Planes: Fire & Rescue         | Lil' Dipper              | Lồng tiếng      |
| 2018 | Life of the Party             | Marcie Strong            |                 |
| 2020 | Hubie Halloween               | Violet Valentine         |                 |
| 2021 | The Fallout                   | Patricia                 |                 |
| TBA  | Mixtape                       | Gail                     | Post-production |

### Truyền hình
| Năm        | Tựa đề                            | Vai diễn                                | Ghi chú                                             |
| ---------- | --------------------------------- | --------------------------------------- | --------------------------------------------------- |
| 1992       | Loving                            | Steffy                                  |                                                     |
| 1993       | Lifestories: Families in Crisis   | Chris                                   | Tập: "No Visible Bruises: The Kate Koestner Story"  |
| 1993       | Class of '96                      | Kristie Lewis                           | Tập: "Educating David"                              |
| 1993       | Acapulco H.E.A.T.                 | Danielle Perkins                        | Tập: "Code Name: Body Double"                       |
| 1994       | Runaway Daughters                 | Angie Gordon                            | Phim truyền hình một tập                            |
| 1994       | Where Are My Children?            | Kirstie                                 | Phim truyền hình một tập                            |
| 1995       | Extreme                           | Andie McDermott                         | 7 tập                                               |
| 1996       | Party of Five                     | Shelley                                 | Tập: "Unfair Advantage"                             |
| 1996       | Strange Luck                      | Leigh Anne                              | Tập: "Healing Hands"                                |
| 1998       | Three                             | Amanda Webb                             | 2 tập                                               |
| 1998–1999  | ER                                | Roxanne Please                          | 9 tập                                               |
| 1999       | The Last Man on Planet Earth      | Hope Chayse                             | Phim truyền hình một tập                            |
| 2000       | Oh Baby                           | Nikky                                   | 2 tập                                               |
| 2000       | Dawson's Creek                    | Dì Gwen                                 | Tập: "Stolen Kisses"                                |
| 2000–2004  | Ed                                | Carol Vessey                            | 83 tập                                              |
| 2002       | Justice League                    | Aresia (Lồng tiếng)                     | 2 tập                                               |
| 2005       | Jake in Progress                  | Brooke                                  | 4 tập                                               |
| 2005–2007  | Lost                              | Sarah Shephard                          | 5 tập                                               |
| 2005–2008  | Boston Legal                      | Denise Bauer                            | 50 tập                                              |
| 2007       | Wainy Days                        | Cheryl                                  | Tập: "Tough Guy"                                    |
| 2008       | Weeds                             | Lisa                                    | 7 tập                                               |
| 2008       | Law & Order: Special Victims Unit | Gwen Sibert                             | Tập: "Trials"                                       |
| 2009       | True Jackson, VP                  | Claire Underwood                        | Tập: "True Takes Iceland"                           |
| 2009       | Monk                              | Marilyn Brody                           | Tập: "Mr. Monk and the Bully"                       |
| 2009–2020  | Modern Family                     | Claire Dunphy                           | Vai chính Đạo diễn: "Red Alert" và "Tree's A Crowd" |
| 2011       | Scooby-Doo! Mystery Incorporated  | Marion Spartan (Lồng tiếng)             | Tập: "Attack of the Headless Horror"                |
| 2014, 2017 | Family Guy                        | Claire Dunphy / Chính mình (Lồng tiếng) | tập: "The Simpsons Guy", "Emmy-Winning Episode"     |
| 2016       | Better Things                     | Chính mình                              | Tập: "Sam/Pilot"                                    |
| 2017–2020  | Tangled: The Series               | Nữ hoàng Arianna (Lồng tiếng)           |                                                     |
| 2017       | The Mindy Project                 | Daisy                                   | Tập: "Leo's Girlfriend"                             |
| 2017       | Who Do You Think You Are          | Chính mình                              | Mùa 9 Tập 2                                         |
| 2018       | LA to Vegas                       | Gwen (Lồng tiếng)                       | Uncredited Tập: "The Affair"                        |
| 2019       | DuckTales                         | Lieutenant Penumbra (Lồng tiếng)        | 7 tập                                               |
| 2020       | Who Wants to Be a Millionaire     | Chính mình (Người chơi)                 |                                                     |
| 2021       | Green Eggs And Ham                | TBA (Lồng tiếng)                        | Tập: TBA                                            |

## Đề cử và giải thưởng
| Năm  | Giải thưởng                                       | Hạng mục                                                                                  | Phim          | Kết quả   |
| ---- | ------------------------------------------------- | ----------------------------------------------------------------------------------------- | ------------- | --------- |
| 2006 | Giải thưởng của Nghiệp đoàn Diễn viên Màn ảnh     | Diễn xuất sắc của dàn diễn viên trong loạt phim Chính kịch                                | Boston Legal  | Đề cử     |
| 2007 | Giải thưởng của Nghiệp đoàn Diễn viên Màn ảnh     | Diễn xuất sắc của dàn diễn viên trong loạt phim Chính kịch                                | Boston Legal  | Đề cử     |
| 2008 | Giải thưởng của Nghiệp đoàn Diễn viên Màn ảnh     | Diễn xuất sắc của dàn diễn viên trong loạt phim Chính kịch                                | Boston Legal  | Đề cử     |
| 2009 | Giải thưởng của Nghiệp đoàn Diễn viên Màn ảnh     | Diễn xuất sắc của dàn diễn viên trong loạt phim Hài kịch                                  | Modern Family | Đề cử     |
| 2009 | Giải Satellite                                    | Nữ diễn viên xuất sắc trong loạt phim truyền hình (Nhạc kịch hoặc Hài kịch)               | Modern Family | Đề cử     |
| 2010 | Giải Satellite                                    | Nữ diễn viên phụ xuất sắc trong loạt phim dài tập, ngắn tập hoặc phim truyền hình một tập | Modern Family | Đề cử     |
| 2010 | Giải Primetime Emmy                               | Nữ diễn viên phụ xuất sắc trong loạt phim Hài kịch                                        | Modern Family | Đề cử     |
| 2010 | Giải thưởng của Nghiệp đoàn Diễn viên Màn ảnh     | Diễn xuất sắc của dàn diễn viên trong loạt phim Hài kịch                                  | Modern Family | Đề cử     |
| 2011 | Giải thưởng của Nghiệp đoàn Diễn viên Màn ảnh     | Diễn xuất sắc của dàn diễn viên trong loạt phim Hài kịch                                  | Modern Family | Đoạt giải |
| 2011 | Giải Sự lựa chọn của các nhà phê bình truyền hình | Nữ diễn viên phụ xuất sắc trong loạt phim Hài kịch                                        | Modern Family | Đề cử     |
| 2011 | Giải Primetime Emmy                               | Nữ diễn viên phụ xuất sắc trong loạt phim Hài kịch                                        | Modern Family | Đoạt giải |
| 2012 | Giải Primetime Emmy                               | Nữ diễn viên phụ xuất sắc trong loạt phim Hài kịch                                        | Modern Family | Đoạt giải |
| 2012 | Giải Sự lựa chọn của các nhà phê bình truyền hình | Nữ diễn viên phụ xuất sắc trong loạt phim Hài kịch                                        | Modern Family | Đoạt giải |
| 2012 | Giải thưởng của Nghiệp đoàn Diễn viên Màn ảnh     | Diễn xuất sắc của dàn diễn viên trong loạt phim Hài kịch                                  | Modern Family | Đoạt giải |
| 2012 | Giải thưởng của Nghiệp đoàn Diễn viên Màn ảnh     | Nữ diễn viên xuất sắc trong loạt phim Hài kịch                                            | Modern Family | Đề cử     |
| 2013 | Giải thưởng của Nghiệp đoàn Diễn viên Màn ảnh     | Diễn xuất sắc của dàn diễn viên trong loạt phim Hài kịch                                  | Modern Family | Đoạt giải |
| 2013 | Giải Primetime Emmy                               | Nữ diễn viên phụ xuất sắc trong loạt phim Hài kịch                                        | Modern Family | Đề cử     |
| 2014 | Giải Primetime Emmy                               | Nữ diễn viên phụ xuất sắc trong loạt phim Hài kịch                                        | Modern Family | Đề cử     |
| 2014 | Giải thưởng của Nghiệp đoàn Diễn viên Màn ảnh     | Diễn xuất sắc của dàn diễn viên trong loạt phim Hài kịch                                  | Modern Family | Đoạt giải |
| 2015 | Giải thưởng của Nghiệp đoàn Diễn viên Màn ảnh     | Nữ diễn viên xuất sắc trong loạt phim Hài kịch                                            | Modern Family | Đề cử     |
| 2015 | Giải thưởng của Nghiệp đoàn Diễn viên Màn ảnh     | Diễn xuất sắc của dàn diễn viên trong loạt phim Hài kịch                                  | Modern Family | Đề cử     |
| 2015 | Giải Primetime Emmy                               | Nữ diễn viên phụ xuất sắc trong loạt phim Hài kịch                                        | Modern Family | Đề cử     |
| 2016 | Giải thưởng của Nghiệp đoàn Diễn viên Màn ảnh     | Diễn xuất sắc của dàn diễn viên trong loạt phim Hài kịch                                  | Modern Family | Đề cử     |